# Leptogenys indigatrix
Leptogenys indigatrix es una especie de hormiga del género Leptogenys, subfamilia Ponerinae.

## Taxonomía
Esta especie fue descrita científicamente por Wilson en 1958.